# 19e régiment mixte d'infanterie coloniale
Pour les articles homonymes, voir 19e régiment.
Le 19e régiment mixte d'infanterie coloniale (19e RMIC) est une unité militaire des troupes coloniales de l'Armée de terre française, active en Indochine française.

## Historique
Le régiment est formé en mai 1933. Il s'agit d'un régiment mixte, chaque compagnie de marsouins est jumelée avec deux compagnies de soldats locaux. Pendant la Seconde Guerre mondiale, le régiment, rattaché à la 1re brigade de la division du Tonkin, compte quatre bataillons, à Haïphong, Quảng Yên, Sept Pagodes et Móng Cái,.
Il disparaît lors du coup de force japonais de 1945 en Indochine, les 9 et 10 mars.
L'unité est brièvement recréée du 1er novembre 1945 au 31 juillet 1946, comme bataillon formant corps du 19e régiment d'infanterie coloniale, avec des rescapés du 19e RMIC.
Recréé le 1er novembre 1954, il est dissous le 15 mars 1955. Devenus indépendants, le IIIe bataillon est dissous le 31 décembre 1955 et le IIe bataillon le 26 juillet 1956.

## Insigne
Description héraldique officielle : « ancre coloniale d’or cerclée d’un dragon du même et flanquée du chiffre 19 de part et d’autre de la stangue ». Le dragon symbolise l'Asie du Sud-Est où opère le régiment.
L'insigne du régiment est homologué G 1163 le 18 mars 1955, époque où le régiment a été réduit à deux bataillons indépendants.

## Drapeau
Le régiment reçoit le drapeau du 2e régiment de tirailleurs tonkinois dissous.

## Personnalités ayant servi au régiment
- Raoul Salan, général d'armée, au régiment de 1934 à 1937
- Pierre Delsol, compagnon de la Libération, au régiment de 1934 à 1938 et de 1954 à 1956
- Joseph Domenget, compagnon de la Libération, au régiment de 1934 à 1938
- Angel Villerot, compagnon de la Libération, au régiment de 1934 à 1937